# Djardji Nadhoime
Djardi Nadhoime est un footballeur mahorais né le 15 juillet 1980. Il joue au poste de milieu de terrain à l'AS Marsouins.

## Biographie
Depuis 2007, il joue pour Mayotte où il a remporté la médaille de bronze aux Jeux des îles de l'océan Indien 2007. Il a participé à trois reprises aux Jeux des Îles (en 2007, 2011 et 2015).

## Palmarès
- Vainqueur de la Coupe régionale de France en 2009, 2014 et 2015 avec l'AS Excelsior
- Vainqueur de la Coupe de la Réunion en 2004, 2005, 2014 et 2015 avec l'AS Excelsior.